# Корниенко, Василий Петрович
Василий Петрович Корниенко (4 апреля 1923 — 14 ноября 1994) — советский ученый, экономист, научный деятель в области экономической теории, доктор экономических наук, профессор, автор концепции о товарной форме рабочей силы в условиях социализма.
Кавалер Ордена Отечественной войны II степени (1945) и I степени (1985), ордена Богдана Хмельницкого (Украина) III степени (посмертно — 1999).

## Биография
Василий Корниенко родился 4 апреля 1923 года в селе Глубокое (сейчас это территория Карасукского района Новосибирской области) в украинской крестьянской семье. Отец — Корниенко Петр Тихонович. Мать — Корниенко Надежда Яковлевна. В 1938 году окончил школу и поступил в Омское педагогическое училище. После окончания училища преподавал математику в сельской школе.
Воевал на Волховском фронте.
- 1942 год — старший лейтенант первой роты отдельного лыжного батальона 32-й бригады.
- 1943 год — командир отдельной роты автоматчиков 3 с. п. / 190 с. д. При прорыве блокады Ленинграда Корниенко, командуя ротой автоматчиков, поддерживал огнём автоматов наступление наших частей под населенным пунктом Макарьевская пустынь. Дважды был ранен, потерял правый глаз. Награждён орденом Отечественной войны I и II степеней, медалями «За оборону Ленинграда», «За оборону Москвы», «За оборону Советского Заполярья»[2].

С 1945 по 1950 годы — студент экономического факультета Ленинградского государственного университета. Отличник учёбы, стипендиат Государственной Ждановской стипендии.
С 1950 по 1953 годы — аспирант кафедры политической экономии Ленинградского государственного университета. В 1953 году защитил кандидатскую диссертацию на тему: «Дифференциальный доход в совхозах и его распределение».
В 1954—1962 годах заведует кафедрой политической экономии Ленинградского оптико-механического института. С 1963 года трудится на Украине. В том же году защищает докторскую диссертацию.
С 1963 до 1966 года — заведует кафедрой политической экономии Киевского института инженеров гражданской авиации.
В 1966—1971 годах — заведующий отдела политической экономии Института экономики АН УССР (Институт экономики НАН Украины) (Национальной Академии наук Украины). С 1971 по 1994 (до последнего дня) — на преподавательской работе — профессор кафедры политэкономии (экономической теории) Киевского института народного хозяйства) (КНЭУ).

## Научные степени и ученые звания
Кандидат наук (1953), доктор наук (1964). Старший научный сотрудник (1953), доцент (1955), профессор (1965).

## Научные взгляды

### Исследования
Научную деятельность начал в 1953 году. Первые работы посвящены изучению дифференциального рентного дохода и его распределения.
С 1956 года начинает изучать проблемы товарных отношений.
С 1958 года занимается исследованием общественного разделения труда, а также вопросами изучения собственности в условиях социализма.
Исследуя проблемы общественного разделения труда, товарных отношений и собственности сформулировал главное положение своего исследования: концепцию о товарной форме рабочей силы в условиях социализма.
В 1956 году он выступает против существующего в то время тезиса о том, что труд товаропроизводителя является непосредственно общественным: «труд, производящий товары не может быть непосредственно общественным. Товарообмен, и, конечно, абстрактный труд при любых общественно-экономических условиях является формой проявления общественного характера труда, который не является непосредственно общественным: непосредственно общественный труд и абстрактный труд — это две прямо противоположные формы выражения общественного труда».
Важным было выявление В. П. Корниенко корней товарности рабочей силы в самой государственной собственности. Он открывает противоречия между трудом в государственном секторе и всеобщим трудом. Большое значение имело отрицание им господствовавшего в то время, положения о государственной собственности, как высшей форме общенародной собственности. «Необходимо разграничить две формы общенародной собственности: во-первых, государственную, социалистическую, во-вторых, непосредственно общенародную, или коммунистическую. Отличие социалистической собственности от коммунистической собственности заключается в том, что она принадлежит государству, опосредуется государством». Через опосредованную собственность и её принадлежность государству, он затем и пришел к непризнанию социалистической собственности.

### Рабочая сила как товар
Основная идея, ставшая краеугольным камнем его учения, сводилась к тому, что и в условиях социализма рабочая сила является товаром. Взгляды Василия Корниенко начали формироваться ещё в середине 50-х годов. Но реальный конфликт с идеологией, господствующей в обществе, разразился в 1966 году. В это время в Институте экономики Академии наук Украины проходила дискуссия о механизме регулирования социалистического производства. Будучи в то время заведующим отделом политической экономии Института, Василий Петрович поставил в центральной прессе вопрос о товарной форме рабочей силы. «Теория и практика постоянно требуют постановки и обсуждения вопроса о „товаре рабочая сила“ в условиях социализма. Известно, что при капитализме существование наемного работника означает, что рабочая сила является товаром. В условиях социализма имеют место и признаются отношения найма. Но при этом, отрицается рабочая сила как товар. Это уж никак не диалектическое противоречие».
В рамках дискуссии в сентябрьском номере журнала «Экономика Советской Украины» за 1966 год была опубликована его статья «Экономическая реформа и методологические проблемы политической экономии», вышедшая в соавторстве с Пахомовым Ю. Н. Статья вызвала широкий резонанс среди представителей экономической науки того времени. Авторов обвинили в нелояльности к советской власти. В центральном экономическом журнале «Вопросы экономики» было опубликовано письмо, которое поддержала и редакция журнала. Оно гласило:
В. Корниенко и Ю. Пахомов, очевидно, не согласны с тем, что социалистическое государство есть государство рабочих и крестьян, ибо в противном случае нельзя было бы представить, что трудящиеся продают свою рабочую силу сами себе в лице своего государства.
Василий Петрович Корниенко попал в число неблагонадежных. Его персональное дело рассматривали в ЦК КП Украины и «рекомендовали» отказаться от своих взглядов. Но ученый оказался непреклонен, в результате его освободили от заведования отделом и вскоре уволили из института.
В 1974 году Василий Петрович осуществил повторную попытку прорваться в печать со своими идеями в книге «Личная собственность как социалистические производственные отношения». Здесь он отстаивал сформулированную ранее концепцию о том, что и в условиях социалистического способа производства рабочая сила, (то есть способность человека к труду) является товаром, и делает вывод: «Определяющее значение имеет кто и с какой целью покупает рабочую силу». В книге были отмечены две важнейшие особенности: во-первых, признание рабочей силы товаром в условиях социализма, а, во-вторых, непризнание развитого социализма. Однако весь тираж книги был уничтожен. Остались лишь экземпляры, поступившие в библиотеки. Корниенко вновь подвергся гонениям и был запрещён к изданию. Всё, что позволялось ученому — это читать строго нормативный курс лекций.
В следующий раз ему удалось обнародовать свою идею лишь в 1983 году в материалах научной конференции в Уфе и в коллективной монографии 1985 года.
Только в 1990 году была опубликована статья: «Товарные отношения и форма рабочей силы при социализме», в которой Корниенко смог высказать свой главный научный вывод о том, что «единственным товарообразующим фактором в условиях социализма является, в конечном счете, личная собственность», а не колхозно-кооперативная. Из содержания статьи следовало, что личной собственностью Корниенко называл не предметы потребления, а рабочую силу.
В последние годы своей жизни Василий Петрович работал профессором на кафедре политической экономии (экономической теории) Киевского экономического Университета, руководил аспирантами, был научным консультантом докторских диссертаций. Среди его диссертантов и докторантов были Владимир Кириллович Черняк (доктор экономических наук, профессор, народный депутат СССР (1989—1991) и народный депутат Украины III и IV созывов) и Алексей Витальевич Плотников (доктор экономических наук, профессор, заслуженный экономист Украины, народный депутат Украины V и VI созывов).

## Память
В 2007 году народным депутатом Украины Плотниковым А. В. был подан в Верховный Совет Украины Проект постановления о праздновании 85-летия со дня рождения В. П. Корниенко # 1164 от 11.12.2007. Но постановление не было принято.

## Список научных работ В. П. Корниенко
1. Корниенко В. П. О социальной природе дифференциальной ренты при социализме., Вестн. Ленингр. ун-та, 1954, № 3
2. Корниенко В. П. О природе труда, создающего товары при социализме. Вестн. Ленингр. ун-та, 1956, № 23
3. Корниенко В. П. Общественное разделение труда при социализме. Научные труды кафедры политической экономии Ленинградского института точной механики и оптики. Л., 1958, вып. 40
4. Корниенко В. П. Социалистическая собственность. Научные труды кафедры политической экономии Ленинградского института точной механики и оптики. Л., 1958, вып. 40
5. Корниенко В. П. Общественное разделение труда и государственная собственность в период перехода к коммунизму. Ученые записки кафедр общественных наук вузов Ленинграда. Вып. V. Политическая экономия, Л., 1962.
6. Корниенко В. П. Общественное разделение труда в период перехода к коммунизму. Научная монография, Москва, Экономиздат, 1963.
7. Корниенко В. П. Основные черты общественной социалистической собственности. Экономика Советской Украины, 1966, № 6.
8. Корниенко В. П., Пахомов Ю. Н. Экономическая реформа и методологические проблемы политической экономии. // Экономика Советской Украины, 1966, № 9.
9. Корниенко В. П. Рабочая сила как объект отношений социалистической собственности. Социально-экономические проблемы рабочей силы при социализме: Тезисы докладов. Л., 1972.
10. Корниенко В. П. Личная собственность как социалистические производственные отношения. Научная монография, Киев, Вища школа, 1974.
11. Корниенко В. П. Тезисы выступления на научной конференции. Уфа, 1983
12. Корниенко В. П. Раздел в коллективной монографии кафедры полтэкономии КИНХа, Киев, 1985
13. Корниенко В. П. Статья в журнале «Вопросы экономики», 1988.
14. Корниенко В. П. Товарные отношения и форма рабочей силы при социализме. // Экономические науки. 1990. № 3.